# Amymone

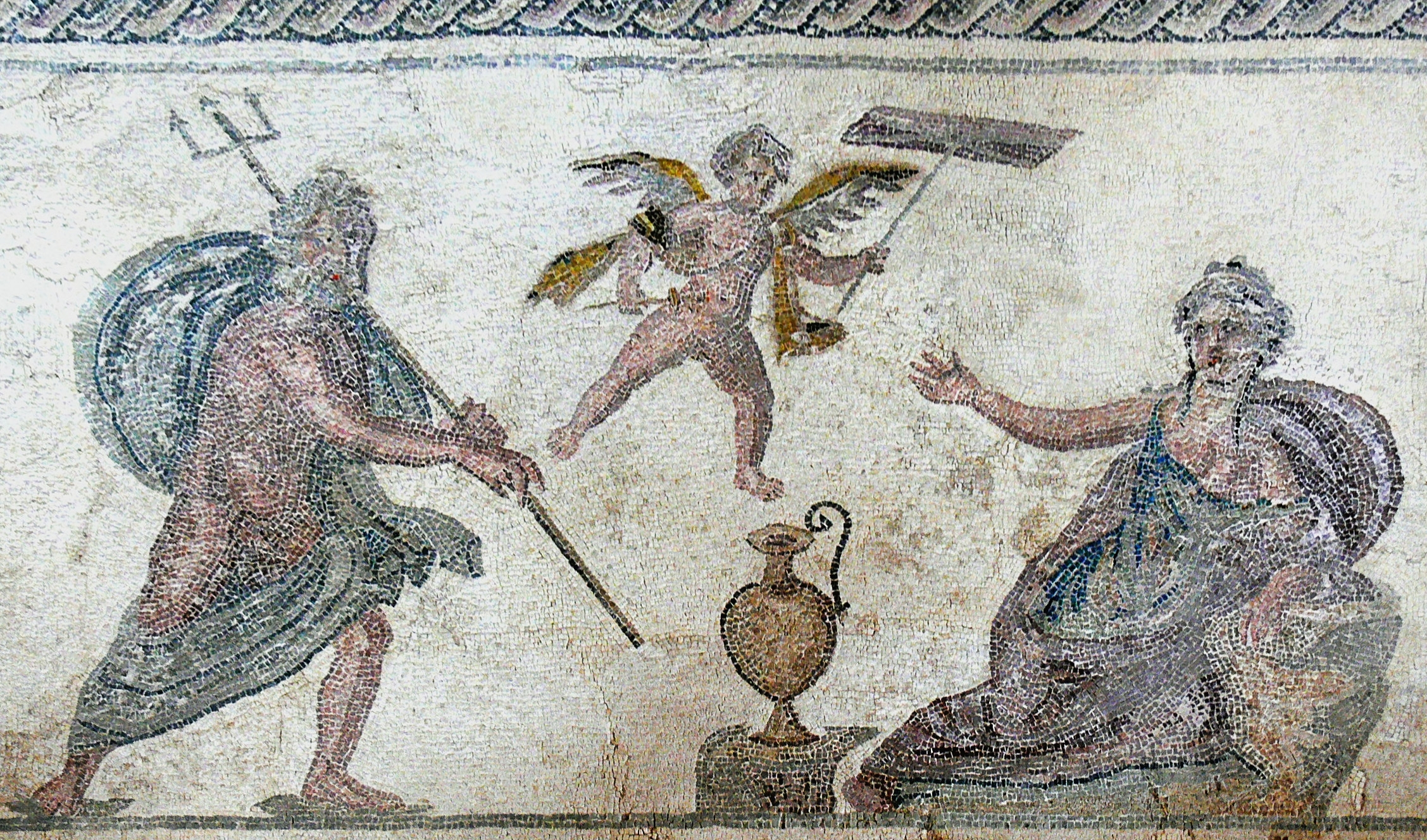
Poseidon och Amymone.

Amymônê (grek. Αμυμωνη) var en najadnymf i grekisk mytologi. Hon bodde i en källa med samma namn som henne. Källan låg i staden Lerna i Argolis (södra Grekland).
Amymone var dotter till endast Danaos eller till Danaos och Europe, vilket gör henne till en av danaiderna (Danaos femtio döttrar). Vissa myter påstår att hon skulle vara Inachos dotter.
När hennes far skickade iväg henne att hämta vatten en dag lyckades havsguden Poseidon locka till sig henne och förföra henne. Hon födde honom sedan en son, Nauplios.